# Cetatea de Baltă, Alba
Cetatea de Baltă este satul de reședință al comunei cu același nume din județul Alba, Transilvania, România.

## Așezare și căi de acces
Localitatea Cetatea de Baltă este situată pe malul râului Târnava Mică, este traversată de drumul județean DJ 107 și este situată la 15 kilometri de Târnăveni și 21 kilometri de Blaj. Cetatea de Baltă a fost racordată la rețeaua feroviară în anul 1896, odată cu darea în folosință a Căii ferate Blaj–Praid. Din 2022 linia CFR 307 este exploatată pe secțiunea Gara Blaj-Târnăveni-Bălăușeri, iar secțiunea Bălăușeri–Praid este închisă.

## Date geologice
În subsolul localității se găsește un masiv de sare.

## Istoric
Localitatea a fost atestată documentar în anul 1197 sub numele de Cuculiensis castri.
A fost sediul administrativ al Comitatului medieval Târnava până în anul 1876.

## Lăcașuri de cult
- Biserica reformată-calvină.
- Biserica greco-catolică (str. Horea 22), construită în jurul anului 1855.

## Obiective turistice
- Un castru roman din secolul II d.Hr., azi ruinat. Amplasat pe o terasă a Târnavei, înconjurat de bălți și de mlaștini (de aici numele de „Cetatea de Baltă”).[3]
- Biserica  Reformată-Calvină din secolul XIII-XV, inițial Romano-Catolică. Pe peretele exterior al turnului se găsește o celebră ilustrație cu un cap de tătar.
- Castelul Bethlen-Haller, construit în stilul Renașterii franceze din secolul al XVII-lea (1615-1624); plan patrulater cu turnuri de colț circulare, fără rol defensiv. Dispoziția generală de ansamblu reproduce în mic corpul central al castelului Chambord din Franța. Remaniat în secolul al XVIII-lea (1769-1773), cu o poartă în stil baroc.
- Monumentul Eroilor Români din Primul Război Mondial. Monumentul de tip cruce comemorativă este amplasat în centrul localității, lângă sediul Primăriei și a fost ridicat în memoria eroilor români din Primul Război Mondial, în anul 1935. Crucea are o înălțime de 3 m, fiind susținută de un soclu, în trepte și este realizată din piatră de calcar. Pe frontispiciul monumentului sunt inscripționate cuvintele: „Eroilor neamului din 1914-1918“, iar mai jos sunt înscrise numele a 27 eroi și o inscripție ilizibilă, la baza monumentului.
- Biserica Română Unită cu Roma Sfânta Treime cu devoțiune specială către Sfântul Anton de Padova. Biserica găzduiește din data de 27 septembrie 2009 (data sfințirii bisericii) o mică părticică din rămășițele pământești ale Sfântului Anton de Padova „doctor evangelicus”, care pot fi văzute și venerate în prima zi de marți a fiecărei luni și în special de ziua sărbătorii Sfântului 13 iunie a fiecărui an.

## Demografie
La recensământul din 2002, Cetatea de Baltă avea 2.005 locuitori față de 2.031 locuitori cât avea în 1992. Din aceștia erau 1.075 români, 473 romi, 454 maghiari și 3 germani.

## Personalități
- Eugen Todoran (delegat) (1885 - 1931), delegat în Marea Adunare Națională de la Alba Iulia 1918

## Galerie de imagini

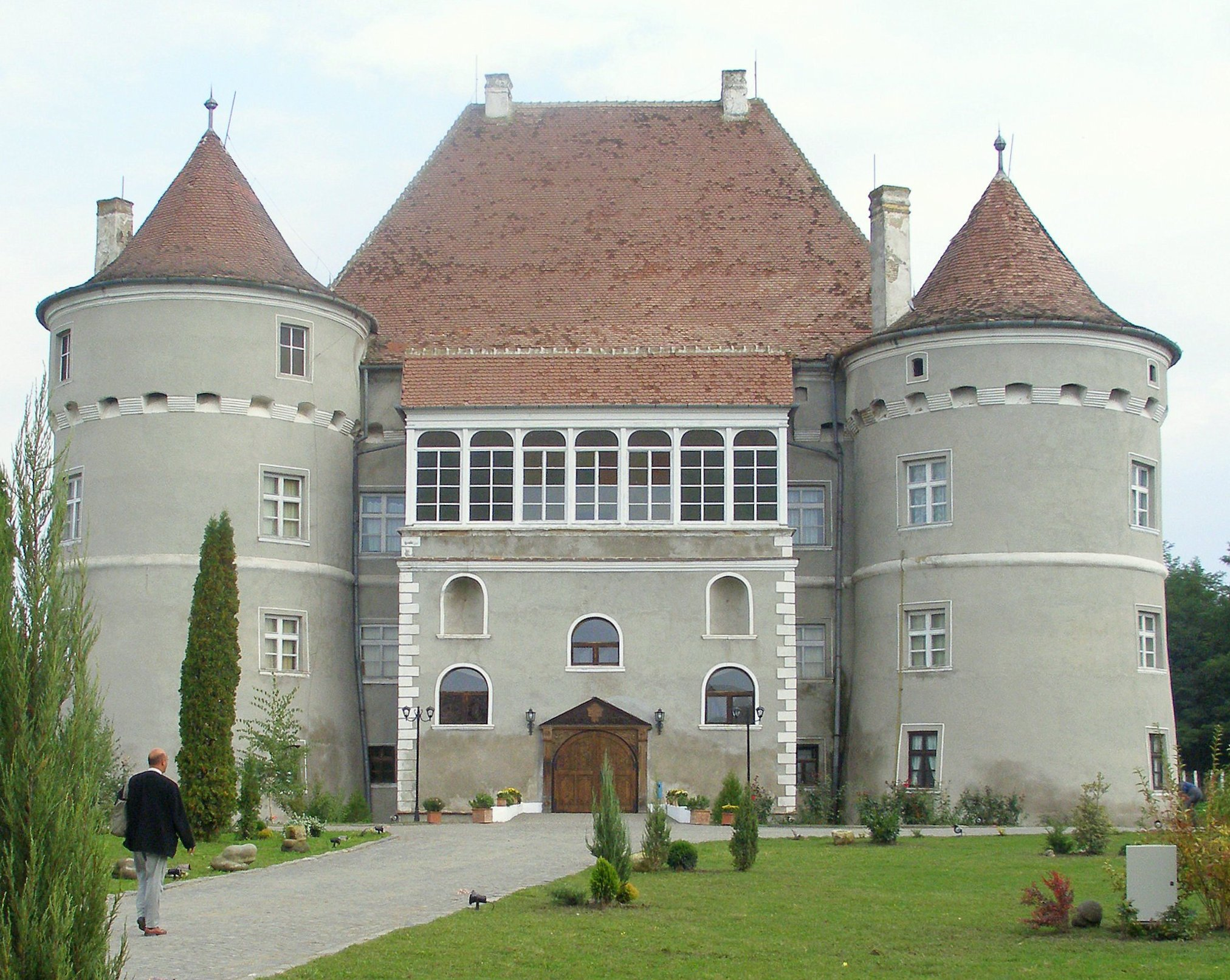
Castelul din Cetatea de Baltă
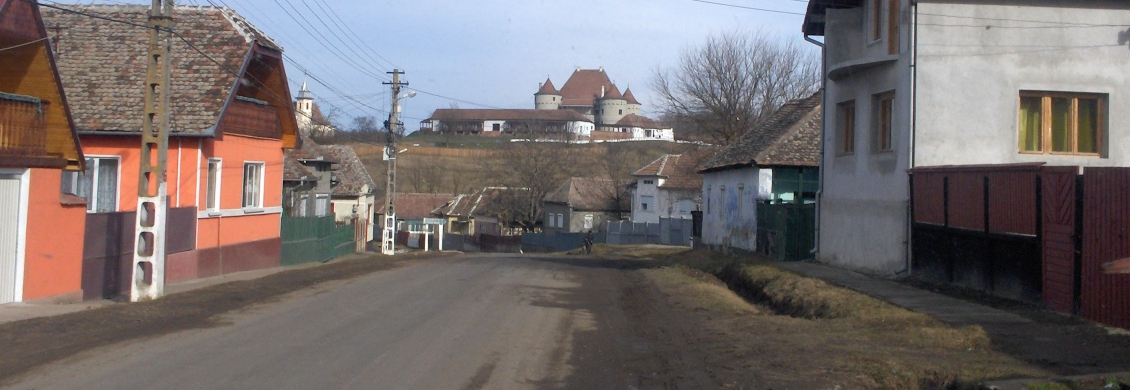
Castelul baroc
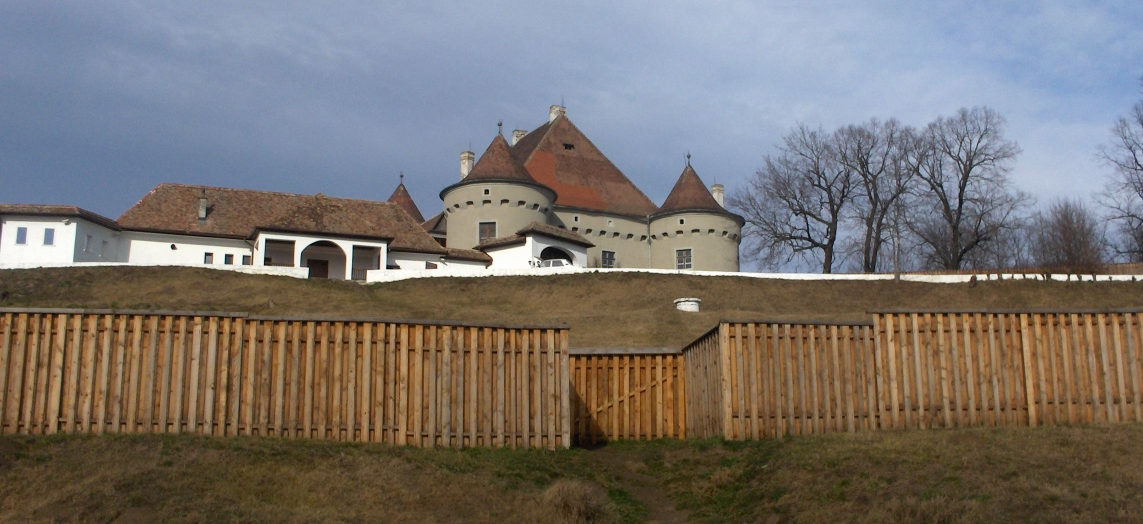
Castelul baroc - primplan
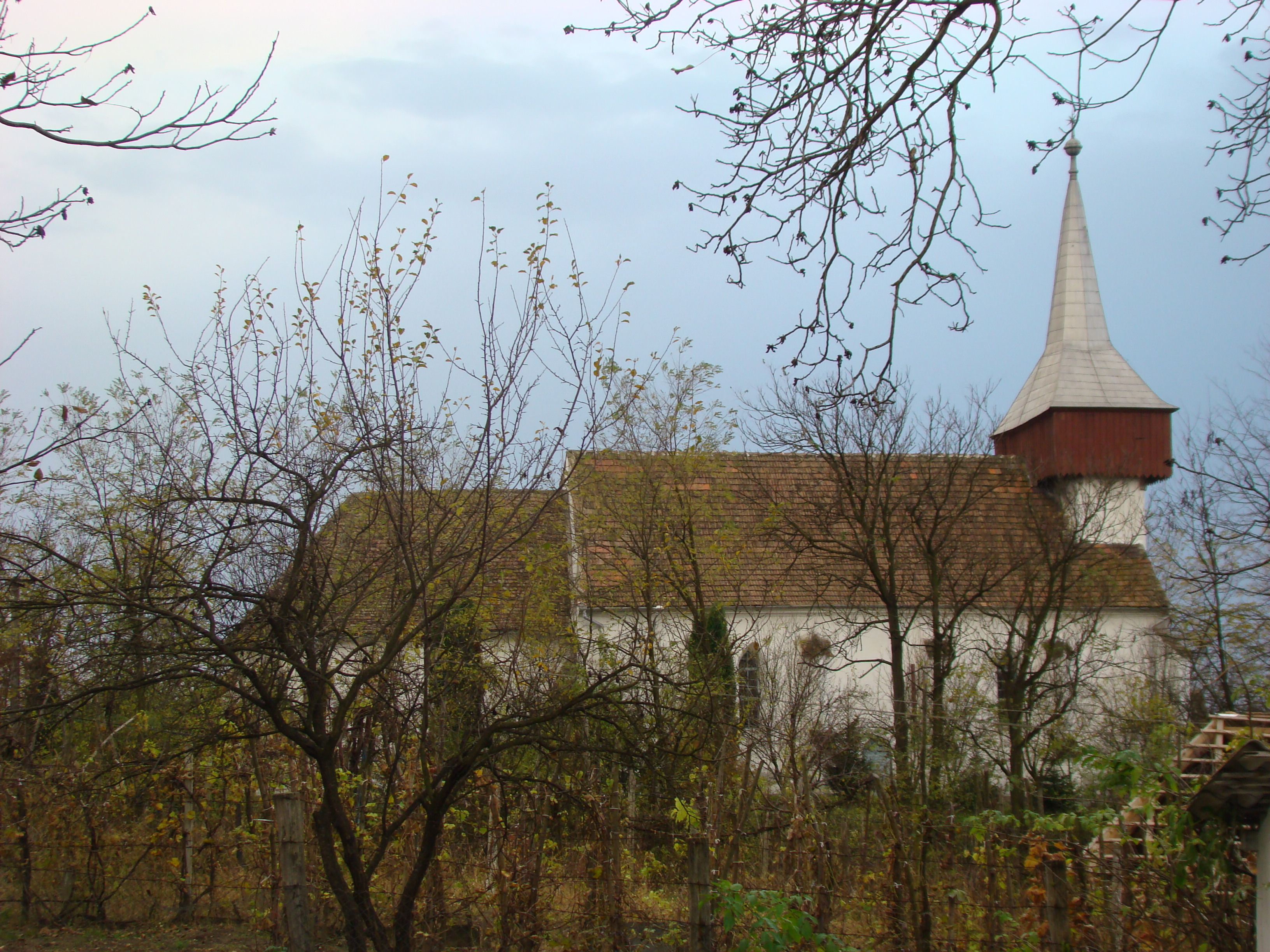
Biserica reformată, monument istoric categoria A

Biserica ortodoxă din Cetatea de Baltă

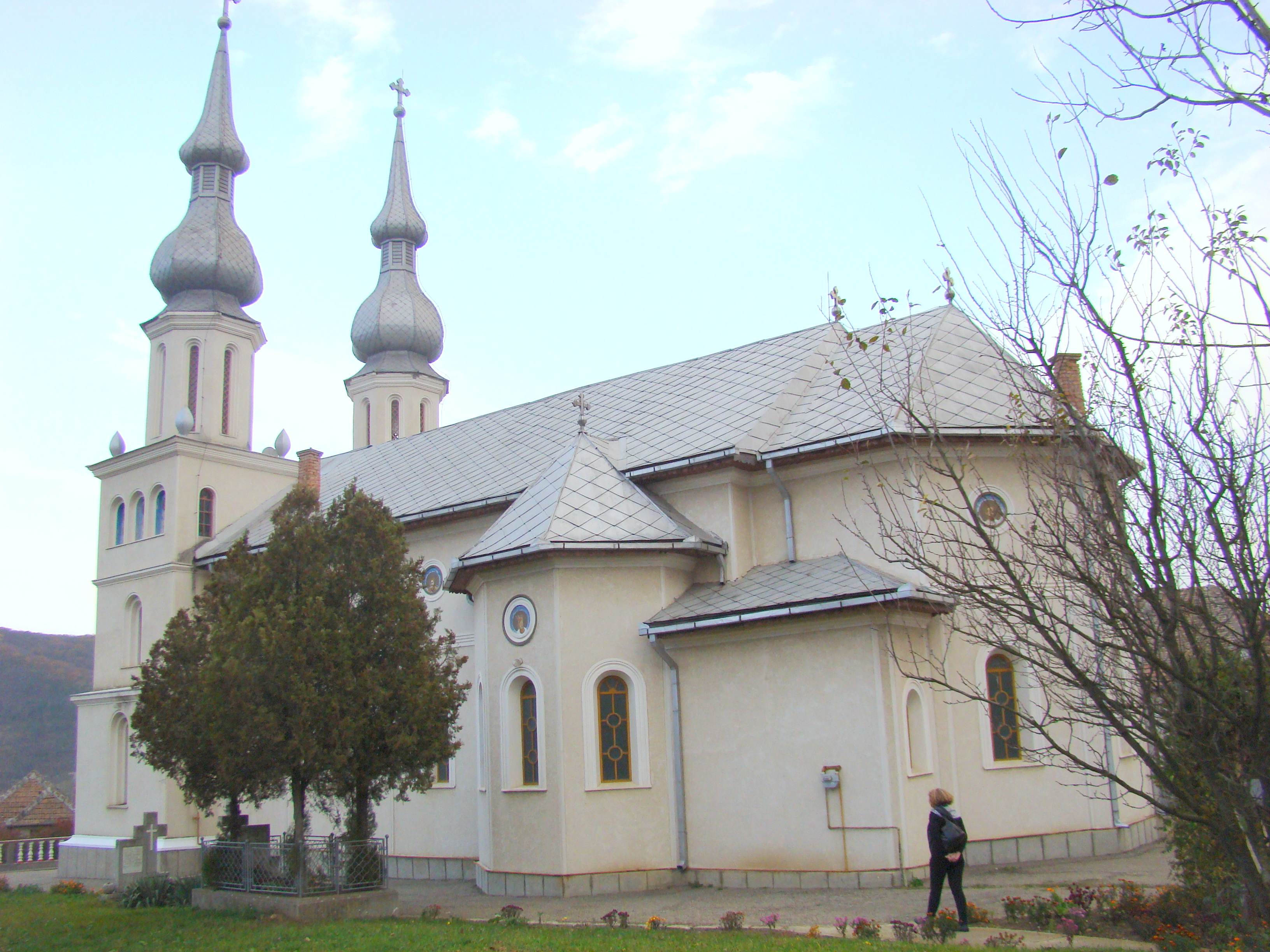
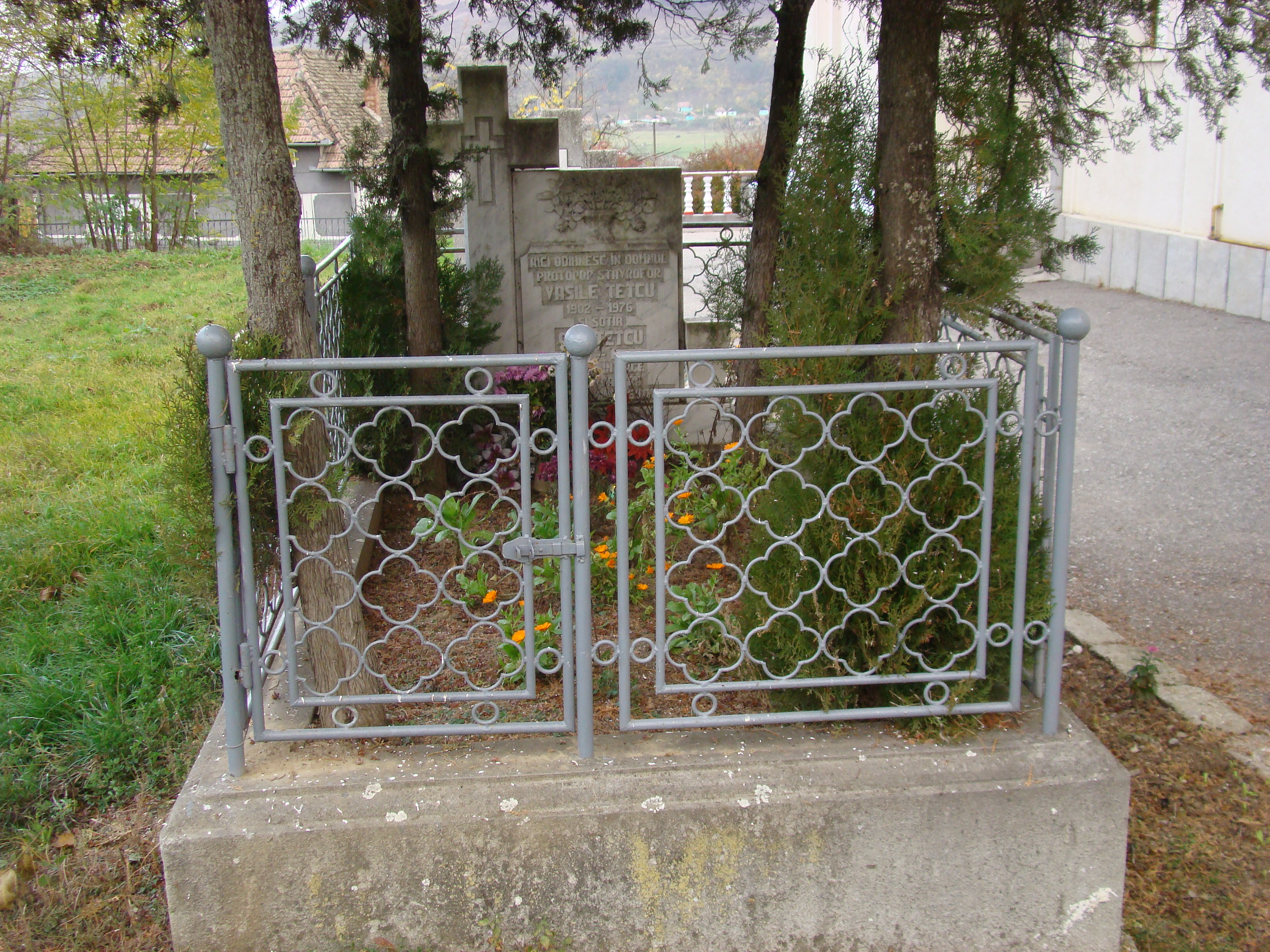
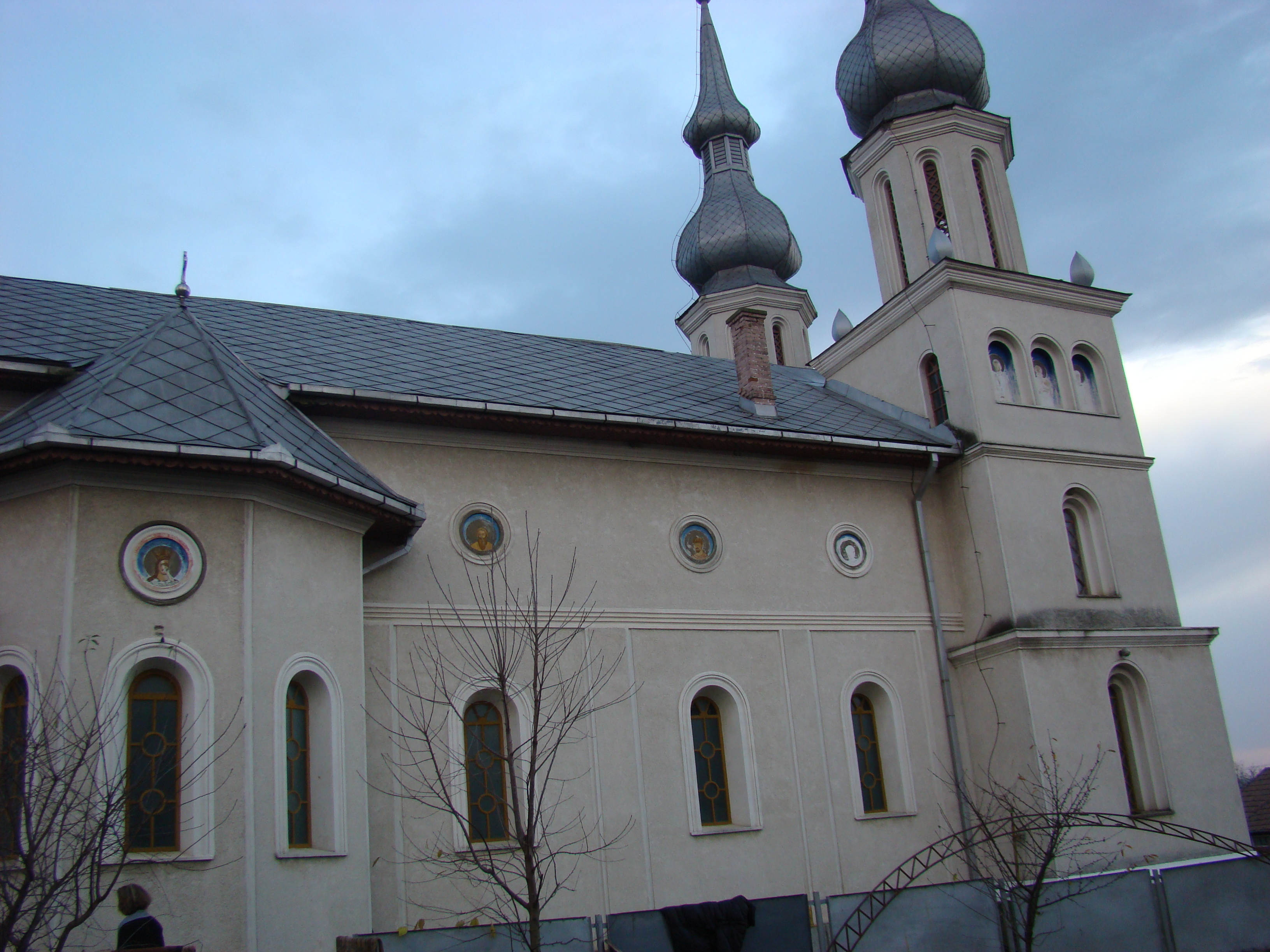
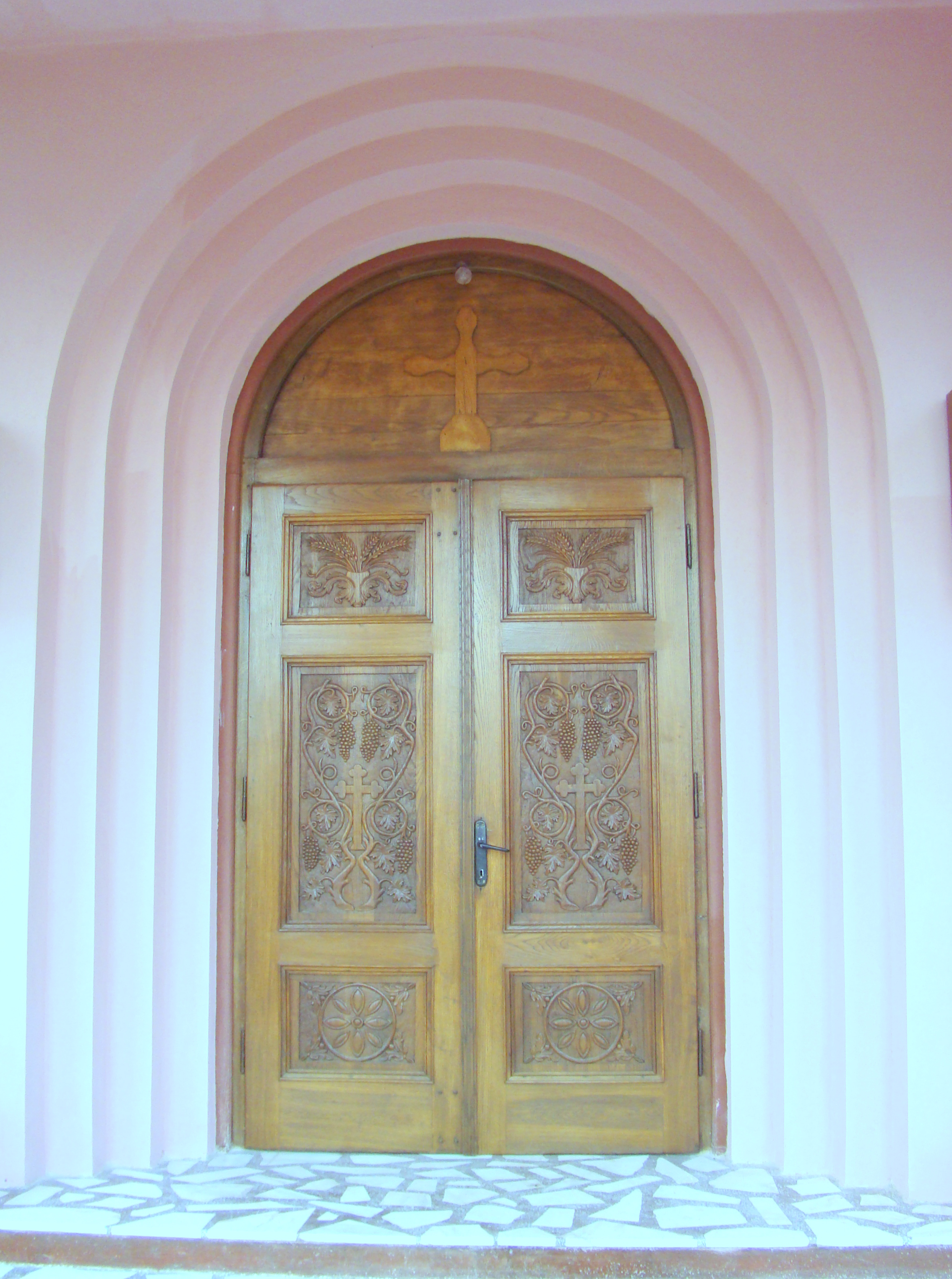
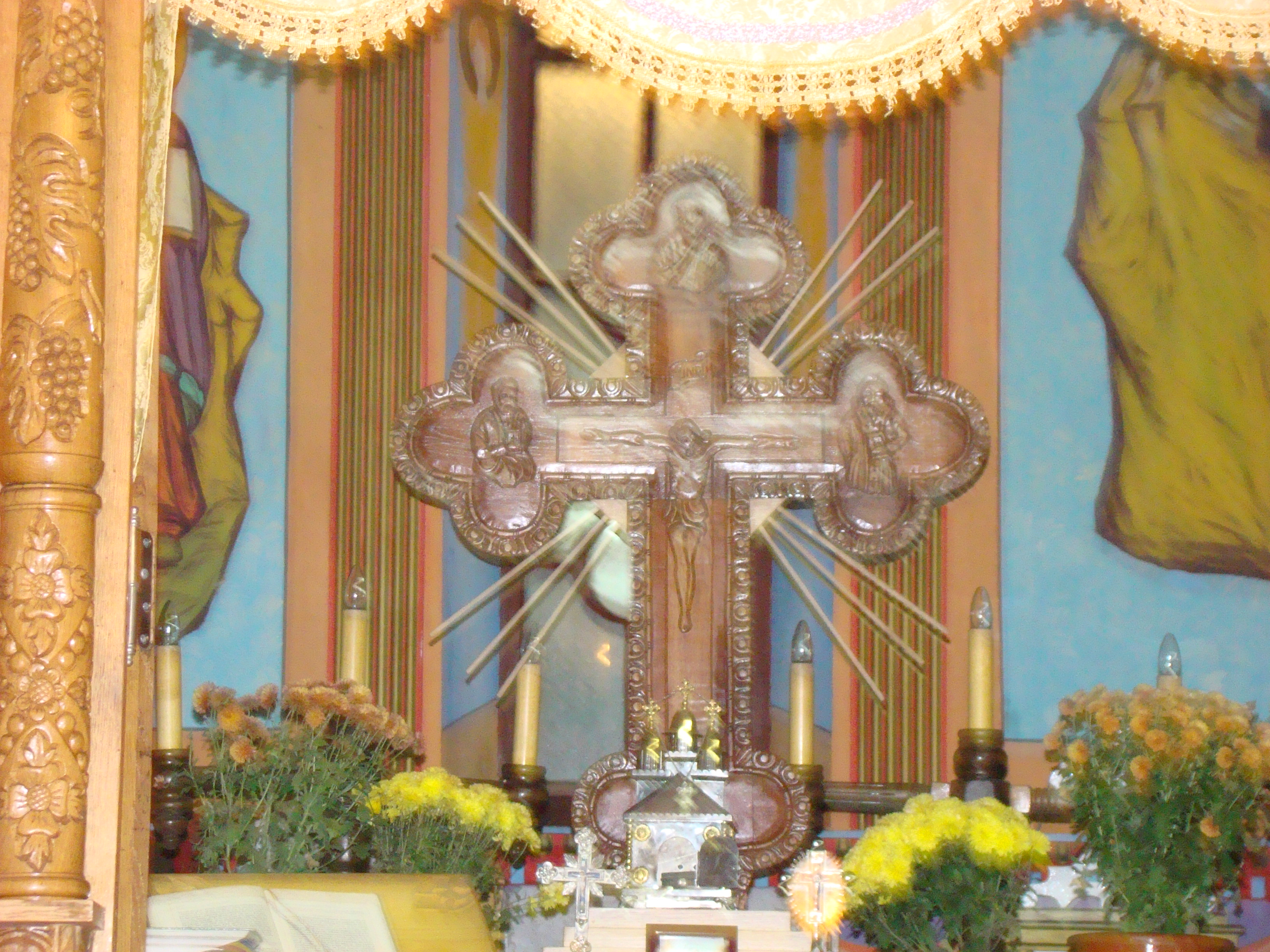
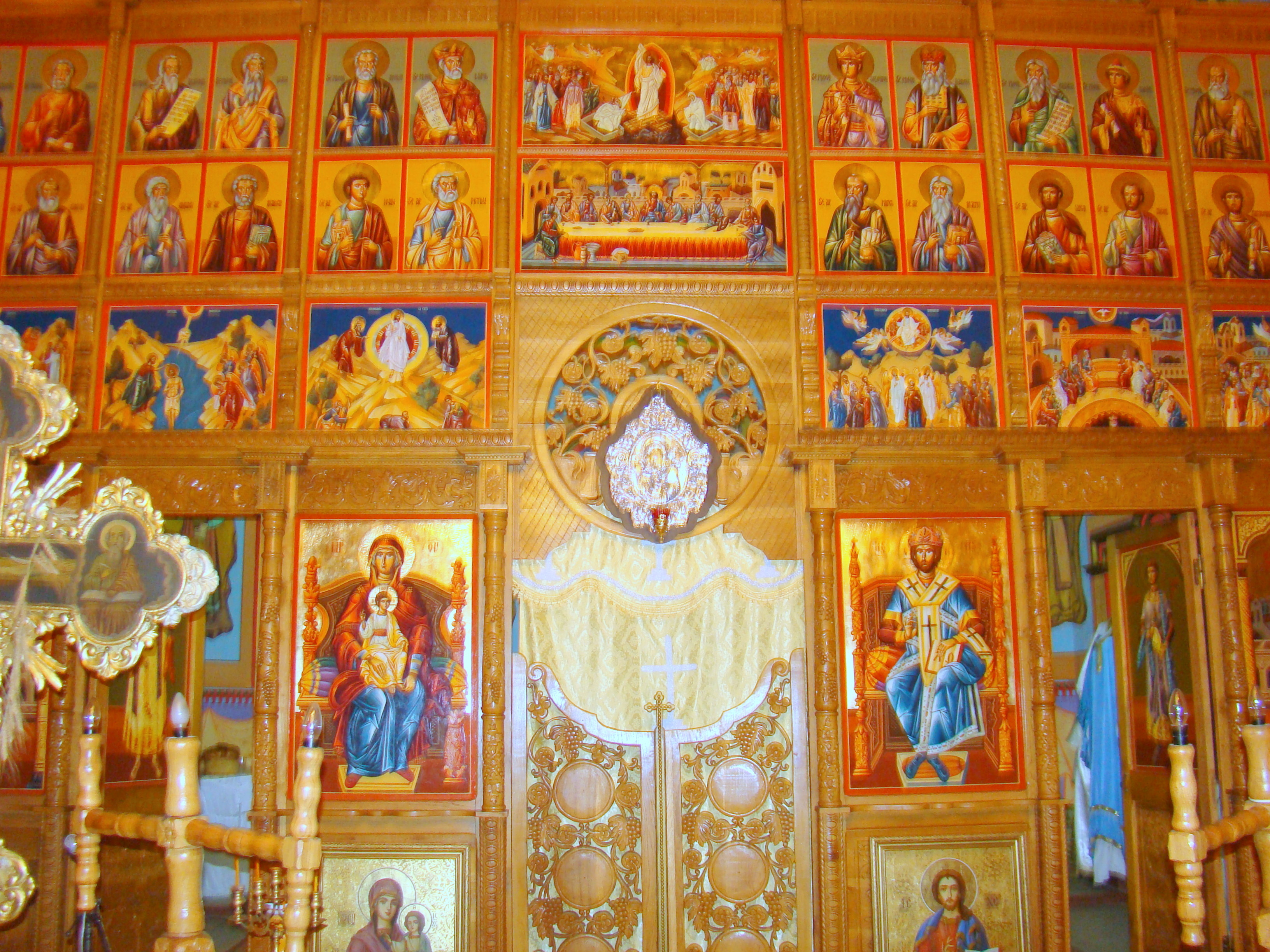
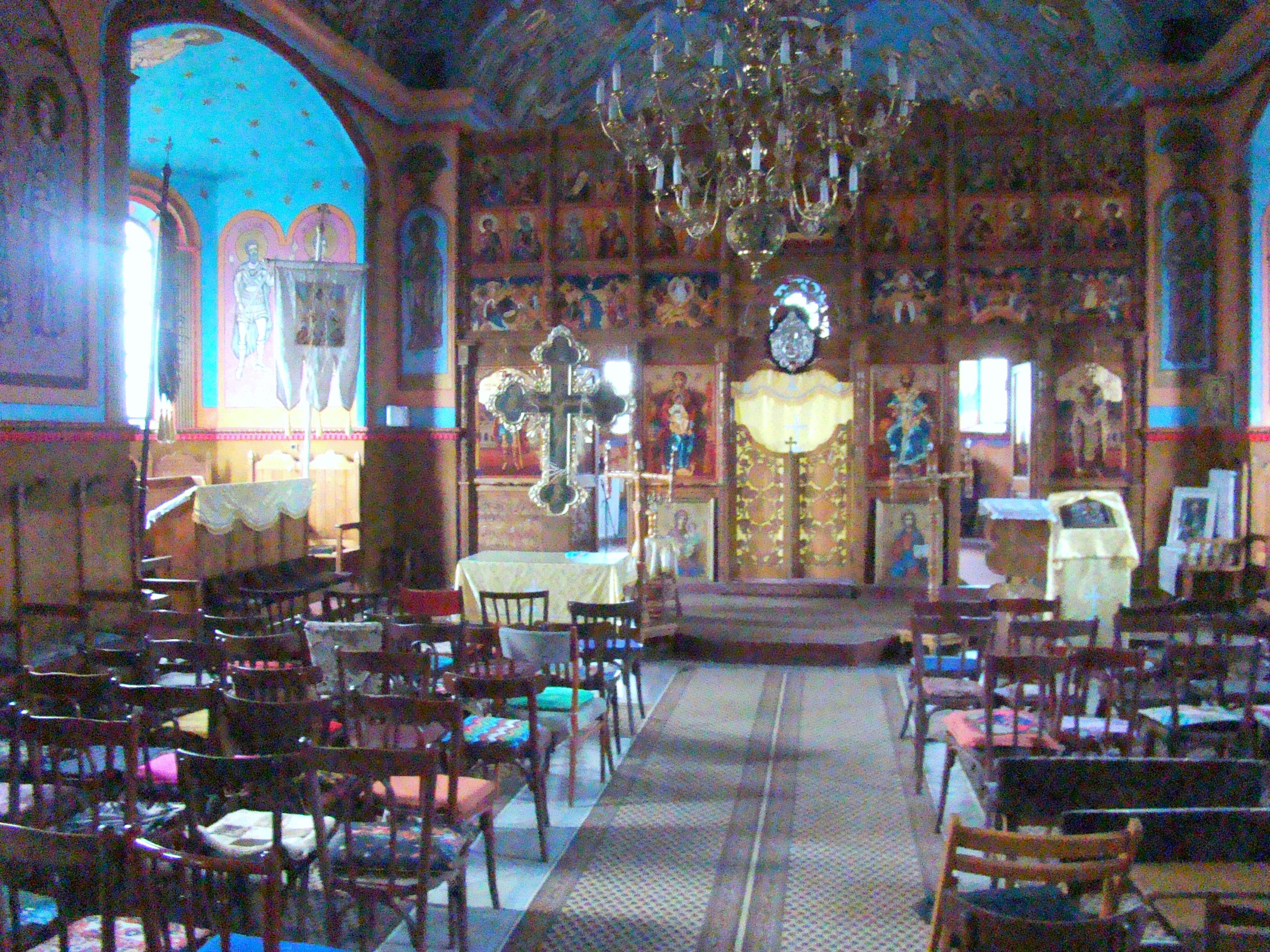
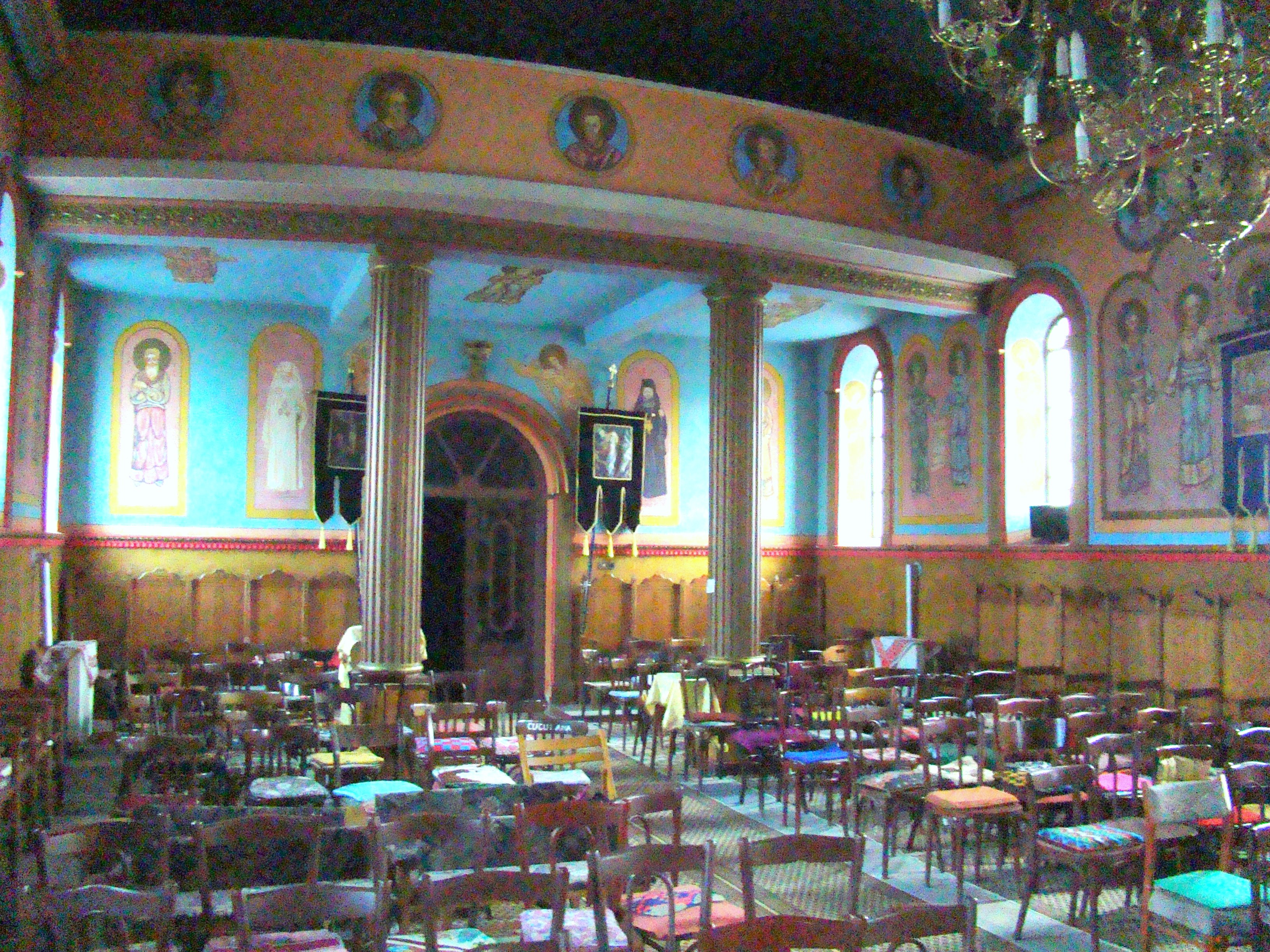
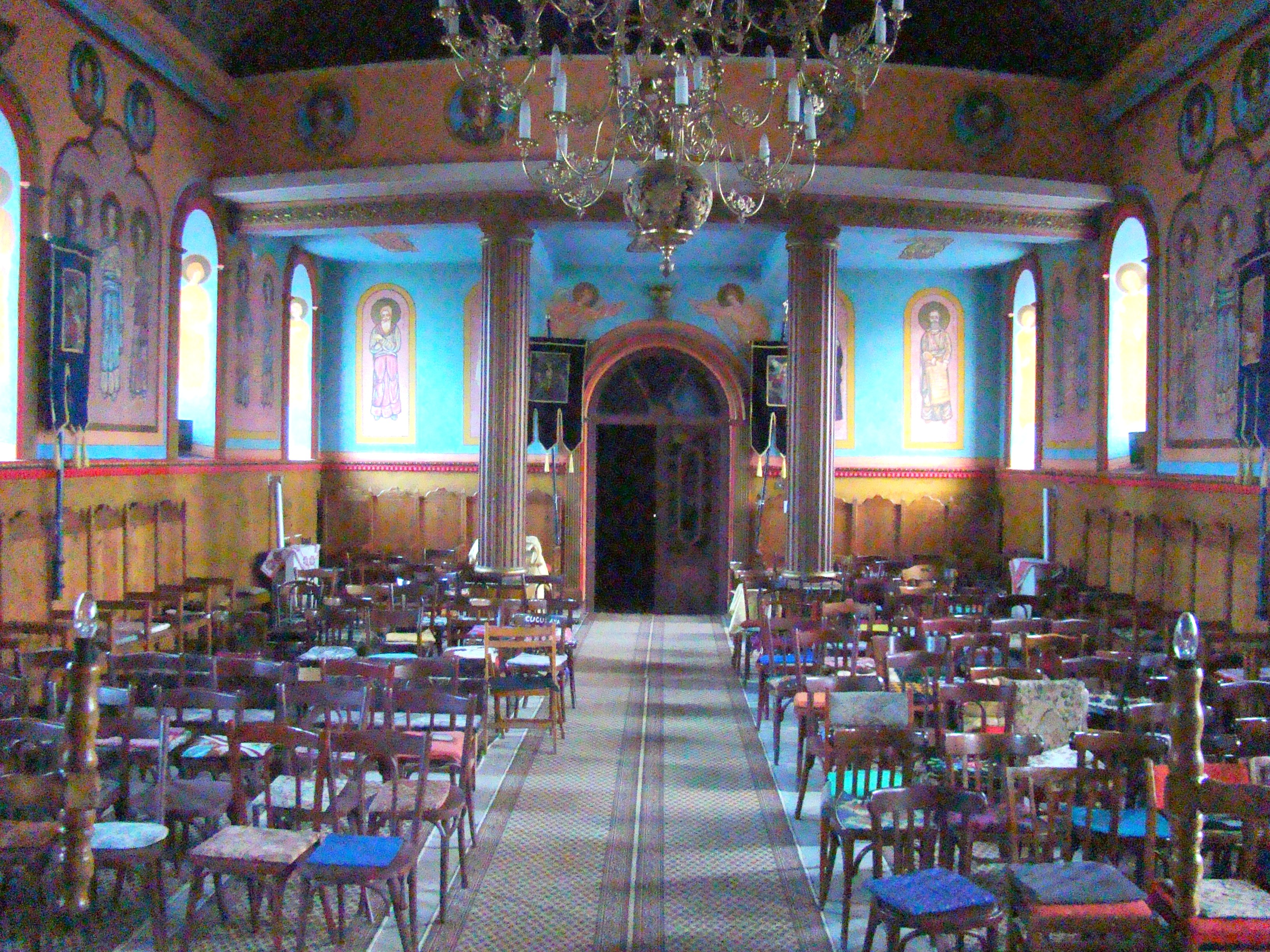